# Patrik Zdráhal
Patrik Zdráhal, född 9 april 1995, är en tjeckisk professionell ishockeyspelare (forward).